# Rudolph Wilde

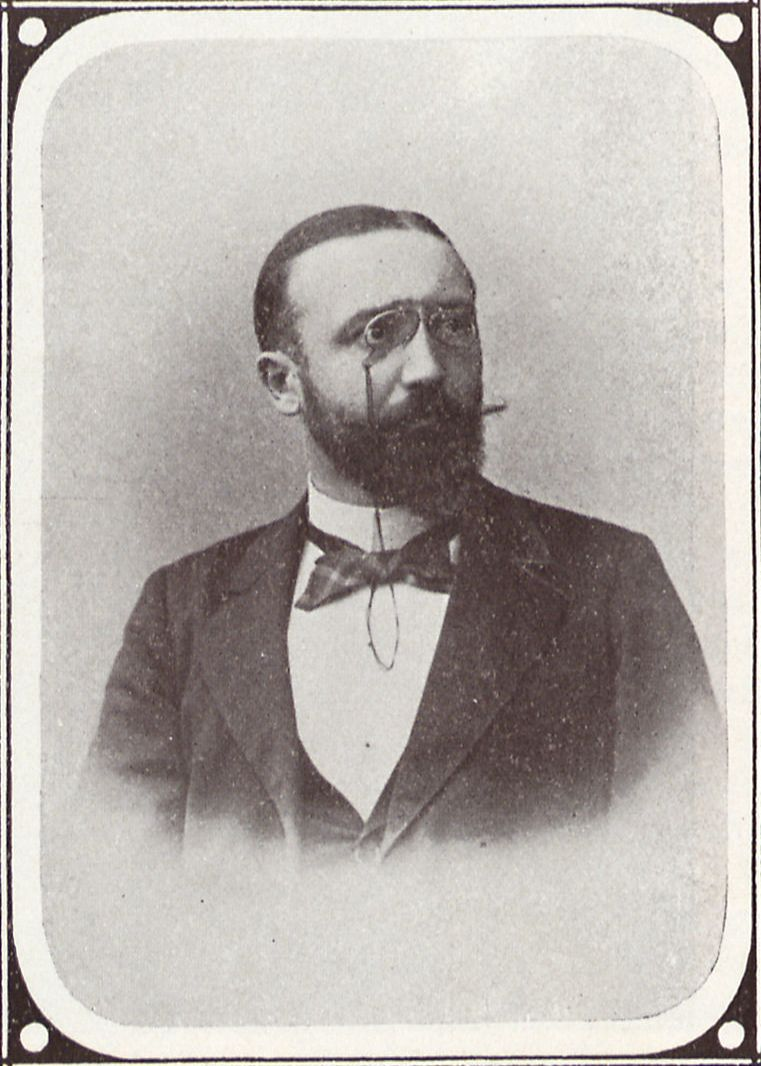
Rudolph WildeOberbürgermeister von Schöneberg

Rudolph Wilde (* 26. Mai 1857 in Deutsch Krone (Westpreußen); † 1. November 1910 in Schöneberg) war ein deutscher Kommunalpolitiker.

## Leben
Geboren als Sohn eines Geheimen Sanitätsrats, machte Rudolph Wilde nach dem Schulbesuch eine Ausbildung in Rechtswesen. Er absolvierte Vorbereitungsdienste in den Gerichtsbezirken Posen und Marienwerder und wurde im Juni 1886 zum Gerichtsassessor ernannt. Anschließend war er an den Gerichten von Deutsch Krone und Bromberg tätig. Im Jahr 1890 wechselte Wilde vom Justizdienst in die Kommunalpolitik und wurde zum Zweiten Bürgermeister der Stadt Bromberg gewählt, ein Amt, das er bis 1895 innehatte. Im gleichen Jahr zog er nach Berlin und wurde hier Mitglied im Stadtrat.
Am 1. April 1898 wählten die Einwohner von Schöneberg bei Berlin, das gerade die Stadtrechte verliehen bekommen hatte, Wilde zu ihrem Ersten Bürgermeister. Am 25. August 1902 wurde ihm die Amtsbezeichnung Oberbürgermeister verliehen. Er blieb in diesem Amt bis zu seinem Tode im Jahr 1910. Ab 1907 war er zudem Landtagsabgeordneter der preußischen Provinz Brandenburg.
Rudolph Wilde war Mitglied der Berliner Freimaurerloge Friedrich Wilhelm zur Morgenröthe sowie Mitbegründer der Loge Friedrich Leopold zum Friedensbund.

## Bedeutung für Schöneberg
Wilde machte sich insbesondere mit der städtebaulichen Erweiterung Schönebergs einen Namen. Auf seine Initiative gehen unter anderem folgende Planungen und Bauten zurück:
- U-Bahn-Strecke vom Nollendorfplatz zum Innsbrucker Platz (heute: Linie U4) mit fünf Stationen, die erste kommunale U-Bahn-Strecke Deutschlands
Der Bau mit repräsentativen Bahnhöfen wie Viktoria-Luise-Platz oder Stadtpark (heute: Rathaus Schöneberg) erfolgte zwischen 1908 und 1910.
- Planung des Schöneberger Rathauses, den Bau konnte er nicht mehr selbst erleben.
Der Rathausvorplatz erhielt 1911 den Namen Rudolph-Wilde-Platz. Die Ausführung des Rathausbaus erfolgte unter Wildes Amtsnachfolger, Oberbürgermeister Alexander Dominicus.

In Wildes Amtszeit fiel ferner der Bau des repräsentativen Bayerischen Viertels mit prachtvollen Stadthäusern der späten Gründerzeit.

## Ehrungen
Rudolph Wilde wurde auf dem Friedhof an der Eisackstraße in der Abteilung 10 bestattet (heute: Ehrengrab der Stadt Berlin).
Nachdem der Schöneberger Rathausvorplatz am 25. November 1963 zu Ehren des kurz zuvor ermordeten US-Präsidenten Kennedy in John-F.-Kennedy-Platz umbenannt worden war, erhielt der ehemalige Stadtpark Schöneberg 1963 den Namen Rudolph-Wilde-Park.